# خیابان فرعی ۴
خیابان فرعی ۴ (لهستانی: Alternatywy 4؛ ‏[ˌaltɛrnaˈtɨvɨ ˈʧ̑tɛrɨ]) یک مجموعهٔ تلویزیونی کمدی لهستانی است که در ساخت آن در سال ۱۹۸۳ به پایان رسید اما به دلیل قوانین سانسور و محدودیت‌های موجود، در سال ۱۹۸۶ به نمایش درآمد. در این سریال بسیاری از بازیگران مشهور لهستانی نقش‌آفرینی کرده‌اند. در سال ۲۰۰۵ یکی از خیابان‌هایی که این سریال در آنجا ساخته شده بود، به‌طور رسمی به «خیابان فرعی» تغییر نام داد.

## گزیدهٔ بازیگران
- رومان ویلخلمی
- استانیسواوا تسلینسکا
- زوفیا چروینسکا
- بوژنا دیکل
- کاژیمیش کاچور
- ویتولد پیرکوش
- هانا بینیشوویچ
- یژی تورک
- اوا ژنتک
- هالینا کووالسکا
- گوستاو لوتکیه‌ویچ
- ویسواف گوواس
- استانیسواف باریا
- ماریان وانچ
- وویچیخ شمیون
- کریستینا تکاچ
- تاتینا سوسنا-سارنو
- آنا چیترو
- چسواف لاسوتا
- یانوش گایوس
- امیل کاراویچ
- استانیسواف گاولیک
- دانوتا کووالسکا
- زوفیا مرل
- سواوومیرا وژینسکا
- تِـرِسا اشمیگیلوونا
- باربارا راخ‌والسکا
- وویچیخ زاگورسکی
- سیلوستر ماچیفسکی
- برونیسواف پاولیک
- یژی کریشاک
- وویچیخ پوکرا
- آندژی فدوروویچ
- یژی بونچاک
- تادئوش هانوسِک
- کلمنس میلچارک
- میه‌چیسواف وُیت
- بوهدان اِیمونت
- هلنا کوالچیکووا
- ووجیمیش بدنارسکی
- آندژی پیشچاتوفسکی